# Corts de Lleida (1440)
Les Corts Catalanes varen ser convocades per la reina Maria de Castella com a lloctinent del rei Alfons el Magnànim a Lleida el 1440. Era President de la Generalitat en Pere de Darnius.
Les Corts continuen centrant-se en el finançament de les campanyes mediterrànies del rei Alfons el Magnànim. Se sufragà una galera amb 300 ballesters que salpà de Barcelona a finials de juny de 1440.
Els diputats es varen mostrar molt inquiets davant la possibilitat d'una retallada de privilegis que, finalment, no es va produir.
Dins dels nomenaments corrents cal destacar el de Jaume Safont qui, iniciant la seva important carrera, és nomenat ajudant segon de l'escrivania de la Generalitat.
El 17 de setembre de 1440 s'escolliren nous diputats i oïdors, recaient en Antoni d'Avinyó i de Moles el càrrec de President de la Generalitat.